# Октябрьское (Кизлярский район)
Октя́брьское — село в Кизлярском районе Дагестана. Входит в состав Кизлярского сельсовета.

## Географическое положение
Село находится у канала Кизляр-Каспий, на расстоянии 9 км к северу-востоку от города Кизляр, административного центра района.

## История
Село образовано как посёлок 3-го отделении совхоза «Кизлярский».

## Население
| 1970 | 1989 | 2002 | 2010 | 2021 |
| ---- | ---- | ---- | ---- | ---- |
| 287  | ↘282 | ↗317 | ↗348 | ↘341 |

Половой состав
По данным Всероссийской переписи населения 2010 года, в селе проживало 348 человек (152 мужчины и 196 женщин).
Национальный состав
По данным Всероссийской переписи населения 2010 года:
| № | Национальность | Численность, чел. | Доля   |
| - | -------------- | ----------------- | ------ |
| 1 | аварцы         | 289               | 83,1 % |
| 2 | русские        | 30                | 8,6 %  |
| 3 | другие         | 29                | 8,3 %  |